# 귀덕초등학교
귀덕초등학교는 대한민국 제주특별자치도 제주시 한림읍 귀덕리에 있는 공립 초등학교이다.

## 학교 연혁
- 1940년	4월 6일 귀덕사립심상소학교 설립인가
- 1940년	4월 25일 귀덕사립심상소학교 개교
- 1940년	8월 6일 초대 강석순 교장 부임
- 1941년	4월 1일 사립귀덕국민학교로 개칭
- 1945년	3월 25일 제1회 졸업(남 48명, 여 8명, 총 56명)
- 1946년	10월 1일 귀덕공립국민학교 개편
- 1958년	4월 15일 12학급 편성
- 1977년	4월 1일 교가 제정(김영돈 작사, 나운영 작곡)
- 1981년	3월 10일 병설유치원 개원
- 1994년 3월 1일 6학급 편성
- 1995년	2월 2일 급식실 식당 및 유치원 교실 신축
- 1996년	3월 1일 귀덕초등학교로 개칭
- 2000년	4월 25일 개교 60돌 타임캡슐 매설(여는날 2020.04.25)
- 2002년	5월 30일 한마음 체육관 개관
- 2002년	12월 25일 급식소 및 계단실 신축
- 2006년	4월 8일 3개 교실 및 관리실 바닥 공사
- 2007년	8월 30일 교실 바닥 및 2층 화장실 개수 공사
- 2007년	10월 30일 과학실 현대화 시설
- 2008년	5월 1일 교훈석 제막 및 도서관 개관
- 2008년	11월 30일 영어체험교실 시설
- 2009년	9월 7일 학교보건실 현대화 사업
- 2009년	9월 8일 운동장 천연 잔디 조성 및 우레탄트랙 설치
- 2012년	2월 24일 장애인 편의시설 및 유치원 복합놀이시설
- 2012년	3월 2일 귀덕연대 주변 공사 및 진입로 정비
- 2016년 1월 31일 체육관 개축 공사
- 2016년	9월 1일 제27대 강시남 교장 부임
- 2017년	2월 10일 제73회 졸업식 (남 6명, 여 3명, 총 4,271명)
- 2017년	2월 28일 학교 건물 외벽 도색
- 2017년 3월 1일 2017 제주형 자율학교(다혼디배움학교) 지정(2년)
- 2018년 1월 26일 제74회 졸업식(10명, 총 4,281명)
- 2018년 3월 1일 제28대 이정애 교장 부임
- 2019년 1월 25일 제75회 졸업식(12명, 총 4,293명)
- 2019년 3월 1일 다혼디배움학교(제주형 자율학교) 재지정(4년)

## 같이 보기
- 귀덕연대 (제주특별자치도 기념물 제23-18호)

## 참고 자료
- 귀덕초등학교 - 한국교육학술정보원 학교알리미